# Komandai terrortámadás
Több mint 40 keresztényt öltek meg 2025. július 26-áról 27-ére virradó éjjel az Iszlám Államhoz kapcsolódó Szövetséges Demokratikus Erők (ADF)  által elkövetett támadásban Komandában a Kongói Demokratikus Köztársaság északkeleti részén. Legtöbbjük éjszakai virrasztáson vett részt egy templomban, amikor az ADF harcosai megtámadták őket. A meggyilkoltak közül kilencen gyerekek voltak. 
A terrortámadás során közeli üzleteket és üzleteket kifosztották és felgyújtották. Az ADF az 1990-es években jelent meg Ugandában, azzal vádolva az ottani kormányt, hogy üldözi a muszlimokat, de most a határ túloldalán, a Kongói Demokratikus Köztársaságban található.